# Hubert Patrick O'Connor
Pour les articles homonymes, voir O'Connor.
Hubert Patrick O'Connor (né le 17 février 1928 et décédé le 24 juillet 2007) est un prélat canadien de l'Église catholique. Il est évêque du diocèse de Prince George en Colombie-Britannique de 1986 à 1991 et évêque du diocèse de Whitehorse au Yukon de 1971 à 1986.

## Biographie
Hubert Patrick O'Connor est né le 17 février 1928.
Il est ordonné prêtre le 5 juin 1954 pour la congrégation des Oblats de Marie-Immaculée. Il travaille alors principalement avec des communautés autochtones de la Colombie-Britannique et est nommé directeur d'un pensionnat, la mission Saint-Joseph à Williams Lake.
Le 15 octobre 1971, il est nommé évêque du diocèse de Whitehorse au Yukon et il est consacré évêque le 8 décembre de la même année par Anthony Jordan (de), archevêque d'Edmonton.
Le 9 juin 1986, il est nommé évêque du diocèse de Prince George en Colombie-Britannique, fonction qu'il exerce jusqu'à sa démission le 8 juillet 1991 à la suite d'accusations d'abus sexuel.

## Abus sexuels et viols
En 1991, accusé d'agressions sexuelles, Hubert Patrick O'Connor démissionne après avoir travaillé dans les communautés autochtones du Yukon pendant 15 ans et en Colombie-Britannique pendant 5 ans.
En 1996, il est condamné à deux ans et demi de prison, par le juge Wally Oppal, pour avoir violé deux jeunes femmes autochtones durant les années 1960 alors qu'il était prêtre. Il est libéré après avoir purgé six mois et payé une caution de 1 000 $ en attente d'appel.
La même année, il fait face à deux autres accusations : le viol d'une secrétaire et celui d'une élève du pensionnat qu'il administrait. Les deux cas sont vite abandonnés faute de preuve mais un nouveau procès est requis,.
Ces poursuites sont finalement abandonnées après que Hubert O'Connor eut participé à un cercle de guérison à Alkali Lake, un petit village autochtone situé près de Williams Lake.
Il meurt le 24 juillet 2007 d'une crise cardiaque. Il est alors toujours membre des Oblat de Marie-Immaculée 
et sa communauté l'honore malgré sa condamnation pour les viols de deux jeunes femmes,.